# Jules Danilo
Jules Danilo (Milano, 18 maggio 1995) è un pilota motociclistico francese.

## Carriera

### Gli inizi: campionati nazionali
Nel 2012 partecipa al campionato Europeo Velocità Moto3, svoltosi in gara unica ad Albacete, dove si classifica in decima posizione. Si sposta nella categoria Moto3 del campionato spagnolo velocità nel 2013; nello stesso anno corre anche nel campionato francese giungendo secondo in classifica, e nel CIV dove non ottiene punti. Sempre nel 2013 debutta nella classe Moto3 del motomondiale, correndo i Gran Premi di Francia e Repubblica Ceca in qualità di wild card a bordo della Kalex KTM del team Marc VDS Racing e i Gran Premi di Germania e Indianapolis in sostituzione dell'infortunato Danny Webb sulla Suter MMX3 del team Ambrogio Racing, senza ottenere punti.

### Motomondiale
Nel 2014 corre per il team Ambrogio Racing, alla guida di una Mahindra MGP3O, con compagno di squadra Brad Binder. Totalizza 2 punti con il quattordicesimo posto nel Gran Premio d'Aragona e termina la stagione al 30º posto. Nel 2015 passa al team Ongetta-Rivacold, che gli affida una Honda NSF250R; il compagno di squadra è Niccolò Antonelli. Totalizza 12 punti in stagione che gli valgono il ventiseiesimo posto in classifica finale. Nel 2016 rimane nello stesso team della stagione precedente, con la stessa moto e lo stesso compagno di squadra. Chiude la stagione al ventesimo posto in classifica piloti, con 58 punti all'attivo e un sesto posto in Olanda come miglior risultato. Nel 2017 rimane nello stesso team  e con la stessa moto della stagione precedente, il compagno di squadra è Romano Fenati. Ottiene come miglior risultato un quinto posto in Olanda e termina la stagione al 21º posto con 29 punti. Nel 2018 passa in Moto2, alla guida della Kalex del team SAG; il compagno di squadra è Isaac Viñales. Non ottiene punti.

### Supersport e commentatore televisivo
Nel 2019 si trasferisce nel campionato mondiale Supersport alla guida di una Honda CBR600RR del team CIA Landlord Insurance Honda. Il compagno di squadra è Péter Sebestyén. Chiude la sua prima stagione al tredicesimo posto in classifica piloti. Dal 2019 diventa consulente di Canal+, emittente che trasmette in Francia i Gran Premi del motomondiale. Commenta le classi Moto2 e Moto3 con Louis Rossi e Laurent Rigal; con quest'ultimo sostituito nel 2022 da Antoine Arlot.

## Risultati in gara

### Motomondiale
| 2013 | Classe | Moto                    |  |  |  |     |  |  |  |    |    |    |    |  |  |  |  |  |  |  |  | Punti | Pos. |
| ---- | ------ | ----------------------- |  |  |  | --- |  |  |  | -- | -- | -- | -- |  |  |  |  |  |  |  |  | ----- | ---- |
| 2013 | Moto3  | Kalex KTM e Suter Honda |  |  |  | Rit |  |  |  | 28 | NE | 21 | 24 |  |  |  |  |  |  |  |  | 0     |      |

| 2014 | Classe | Moto     |     |    |    |    |     |    |    |    |    |    |    |    |    |    |    |    |    |     |  | Punti | Pos. |
| ---- | ------ | -------- | --- | -- | -- | -- | --- | -- | -- | -- | -- | -- | -- | -- | -- | -- | -- | -- | -- | --- |  | ----- | ---- |
| 2014 | Moto3  | Mahindra | Rit | 22 | 24 | 27 | Rit | 22 | 27 | 22 | 17 | 16 | 18 | 25 | 26 | 14 | 19 | 22 | 17 | Rit |  | 2     | 30º  |

| 2015 | Classe | Moto  |    |     |     |    |     |     |    |    |    |    |    |     |     |    |    |     |    |    |  | Punti | Pos. |
| ---- | ------ | ----- | -- | --- | --- | -- | --- | --- | -- | -- | -- | -- | -- | --- | --- | -- | -- | --- | -- | -- |  | ----- | ---- |
| 2015 | Moto3  | Honda | 20 | Rit | Rit | 12 | Rit | Rit | 16 | 16 | 15 | 14 | 27 | Rit | Rit | 22 | 19 | Rit | 11 | 16 |  | 12    | 26º  |

| 2016 | Classe | Moto  |    |    |   |   |     |    |     |   |   |    |    |    |    |    |    |   |     |    |  | Punti | Pos. |
| ---- | ------ | ----- | -- | -- | - | - | --- | -- | --- | - | - | -- | -- | -- | -- | -- | -- | - | --- | -- |  | ----- | ---- |
| 2016 | Moto3  | Honda | 11 | 26 | 9 | 9 | Rit | 11 | Rit | 6 | 9 | 16 | 11 | 13 | 14 | 19 | 16 | 9 | Rit | 26 |  | 58    | 20º  |

| 2017 | Classe | Moto  |    |    |    |    |   |     |     |   |    |     |    |    |     |    |    |     |     |    |  | Punti | Pos. |
| ---- | ------ | ----- | -- | -- | -- | -- | - | --- | --- | - | -- | --- | -- | -- | --- | -- | -- | --- | --- | -- |  | ----- | ---- |
| 2017 | Moto3  | Honda | 17 | 22 | 13 | 12 | 7 | Rit | Rit | 5 | 14 | Rit | 16 | 22 | Rit | 20 | 18 | Rit | Rit | 19 |  | 29    | 21º  |

| 2018 | Classe | Moto  |    |     |    |    |    |     |    |    |    |    |    |    |    |    |    |    |     |    |    | Punti | Pos. |
| ---- | ------ | ----- | -- | --- | -- | -- | -- | --- | -- | -- | -- | -- | -- | -- | -- | -- | -- | -- | --- | -- | -- | ----- | ---- |
| 2018 | Moto2  | Kalex | 27 | Rit | 26 | 24 | 20 | Rit | 23 | 23 | NP | 22 | 20 | AN | 23 | 26 | 20 | 25 | Rit | 22 | 18 | 0     |      |

| Legenda | 1º posto        | 2º posto            | 3º posto            | A punti      | Senza punti        | Grassetto – Pole position Corsivo – Giro più veloce |
| Legenda | Gara non valida | Non qual./Non part. | Ritirato/Non class. | Squalificato | '-' Dato non disp. | Grassetto – Pole position Corsivo – Giro più veloce |

### Campionato mondiale Supersport
| 2019 | Moto  |   |     |    |    |    |     |    |    |   |    |    |    |  |  | Punti | Pos. |
| ---- | ----- | - | --- | -- | -- | -- | --- | -- | -- | - | -- | -- | -- |  |  | ----- | ---- |
| 2019 | Honda | 9 | Rit | 12 | 10 | 11 | Rit | 14 | 21 | 8 | 12 | 16 | 13 |  |  | 39    | 13º  |

| Legenda | 1º posto        | 2º posto            | 3º posto           | A punti      | Senza punti        | Grassetto – Pole position Corsivo – Giro più veloce |
| Legenda | Gara non valida | Non qual./Non part. | Ritirato/Non class | Squalificato | '-' Dato non disp. | Grassetto – Pole position Corsivo – Giro più veloce |